# Joseph de Bourran de Marsac
Joseph de Bourran de Marsac est un homme politique français né le 8 mars 1747 à Villeneuve-sur-Lot (Lot-et-Garonne) et décédé le 5 juillet 1821 au même lieu.

## Biographie
Propriétaire cultivateur, il est élu député de la Noblesse de la sénéchaussée d'Agen aux États-généraux de 1789. Maire de Villeneuve-sur-Lot, administrateur du département, il devient sous-préfet de Villeneuve-d'Agen de 1800 à 1804. Il est député de Lot-et-Garonne de 1814 à 1815, sous la Première Restauration.